# بريان ينسن
بريان ينسن (23 أبريل 1968 في الدنمارك - ) هو لاعب كرة قدم دانمركي في مركز الدفاع. شارك مع منتخب الدنمارك تحت 19 سنة لكرة القدم ومنتخب الدنمارك تحت 21 سنة لكرة القدم ومنتخب الدنمارك لكرة القدم. أما مع النوادي، فقد لعب مع ستاد رين ونادي بروندبي ونادي كان وGlostrup FK ‏ وإف سي هيلسينجور.

## روابط خارجية
- بريان ينسن على موقع رابطة كرة القدم الفرنسية للمحترفين (الإنجليزية)
- بريان ينسن على موقع قاعدة بيانات كرة القدم.إي يو (الإنجليزية)
- بريان ينسن على موقع ناشيونال فوتبول تيمز (الإنجليزية)
- بريان ينسن على موقع عالم كرة القدم.نت (الإنجليزية)